# هنري شابن
هنري شابن هو محامي وسياسي أمريكي، ولد في 13 مايو 1811، وتوفي في 13 أكتوبر 1878 في ورسستر في الولايات المتحدة. نشط حزبياً في حزب الأرض الحرة والحزب الجمهوري.